# Christelijke wijk (Jeruzalem)
De Christelijke wijk (ook Christelijk Kwartier) (Hebreeuws: הרובע הנוצרי Ha'Rova Ha'Notzrí, Arabisch: حارة النصارى Harat al-Nasarí) is een van de vier traditionele wijken van de Oude Stad, het stadscentrum van Jeruzalem. De andere drie zijn: de Joodse wijk, de Islamitische wijk en de Armeense wijk.
De Christelijke wijk is het noordwestelijke gedeelte van de Oude Stad. De buitengrens loopt van de Damascuspoort in het noorden waar het grenst aan de Islamitische wijk, langs de oude noordelijke muur naar de Nieuwe Poort en vervolgens langs de oude westelijke muur zuidwaarts naar de Jaffapoort waar het grenst aan de Armeense wijk. In de Christelijke wijk bevinden zich ongeveer 40 christelijke heilige plaatsen. Een ervan is de Heilig Grafkerk, die een van de heiligste plaatsen binnen het christendom wordt genoemd.

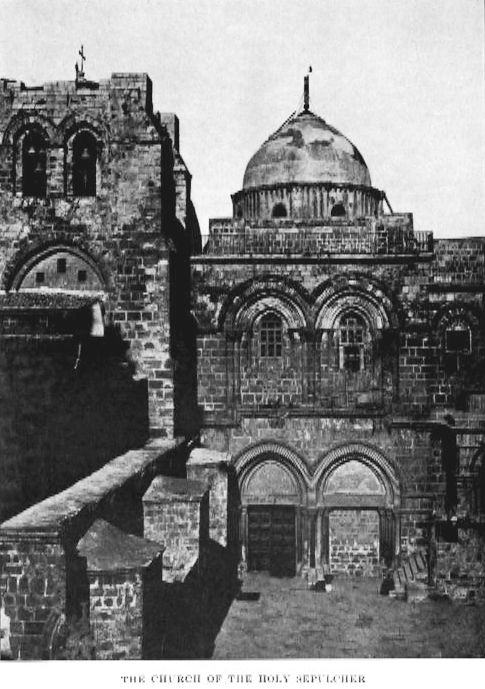
Heilig Grafkerk (1885)

De Heilig Grafkerk vormt het hart van de wijk. Rond de kerk liggen andere kerken en kloosters. Grote delen van de wijk zijn bezit van het Grieks-orthodox patriarchaat, het Latijns patriarchaat en het franciscaner klooster San Salvatore uit 1560. De meeste bouwwerken hebben een religieus, toeristisch, of educatief karakter, zoals de lutherse school. In de wijk liggen betrekkelijk weinig woonhuizen. De meeste woonhuizen liggen in het zuidoostelijke gedeelte van de wijk.

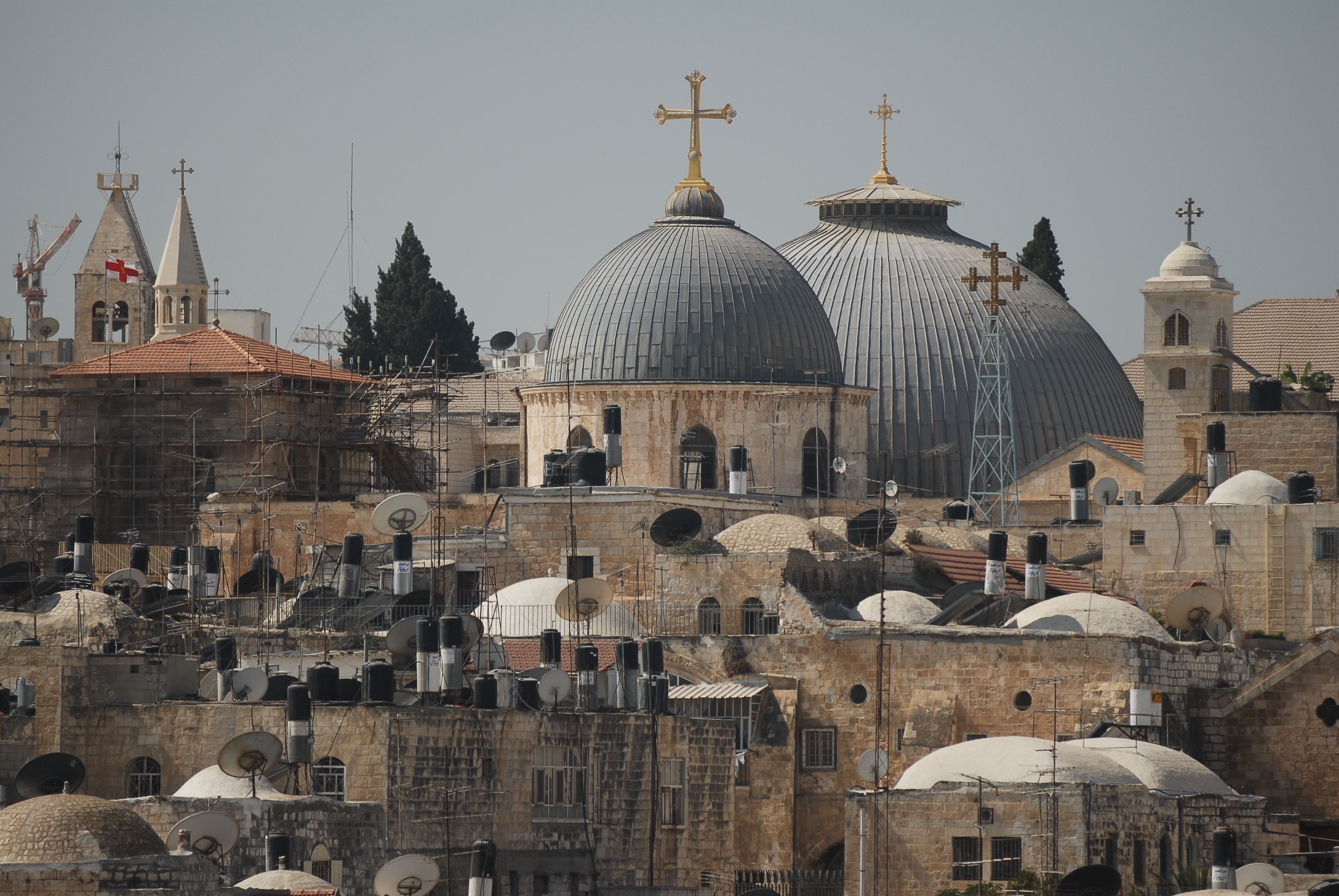
De Christelijke wijk met de koepels van de Heilig Grafkerk, 2007
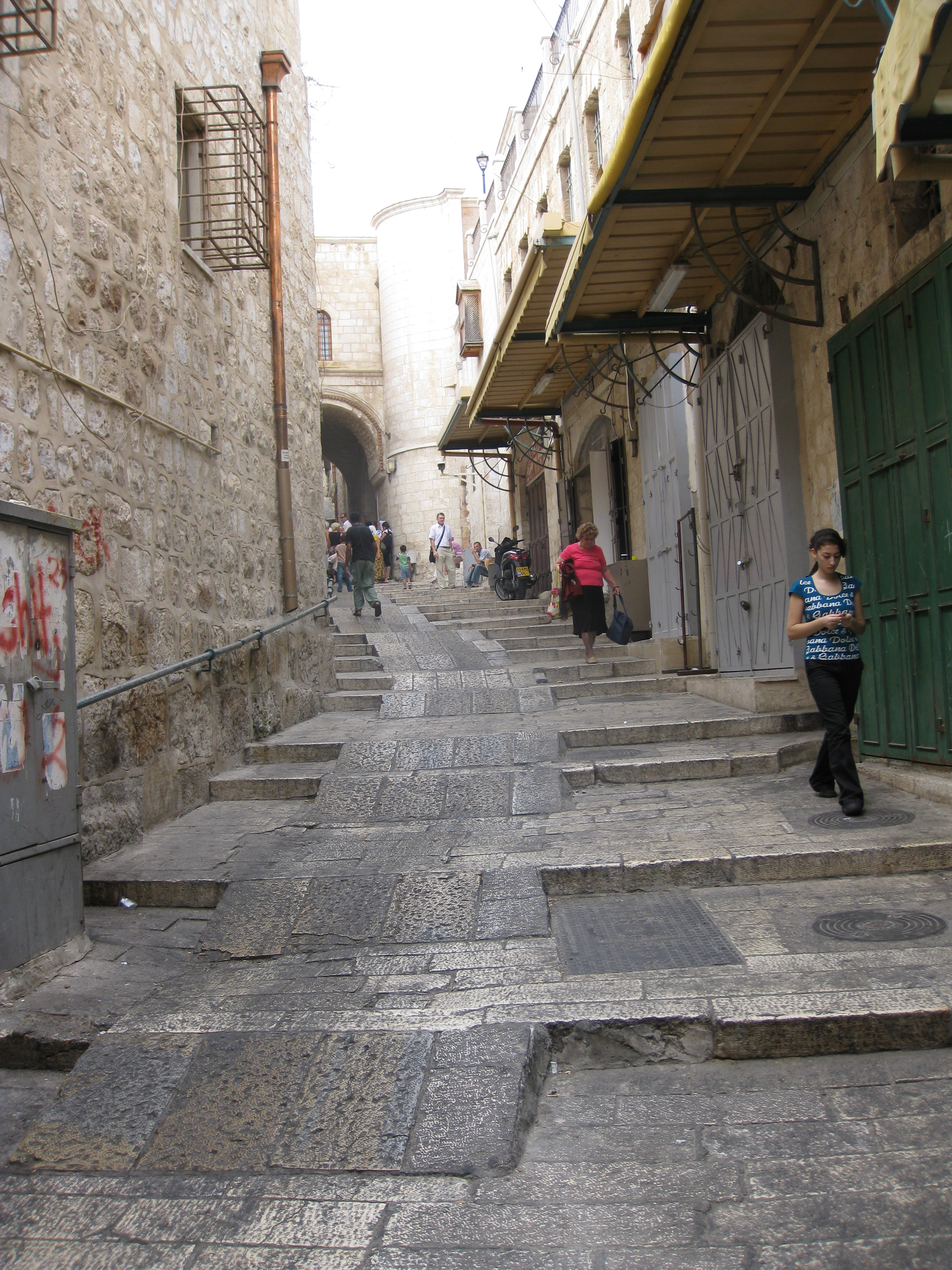
Straat in de Christelijke wijk, 2008
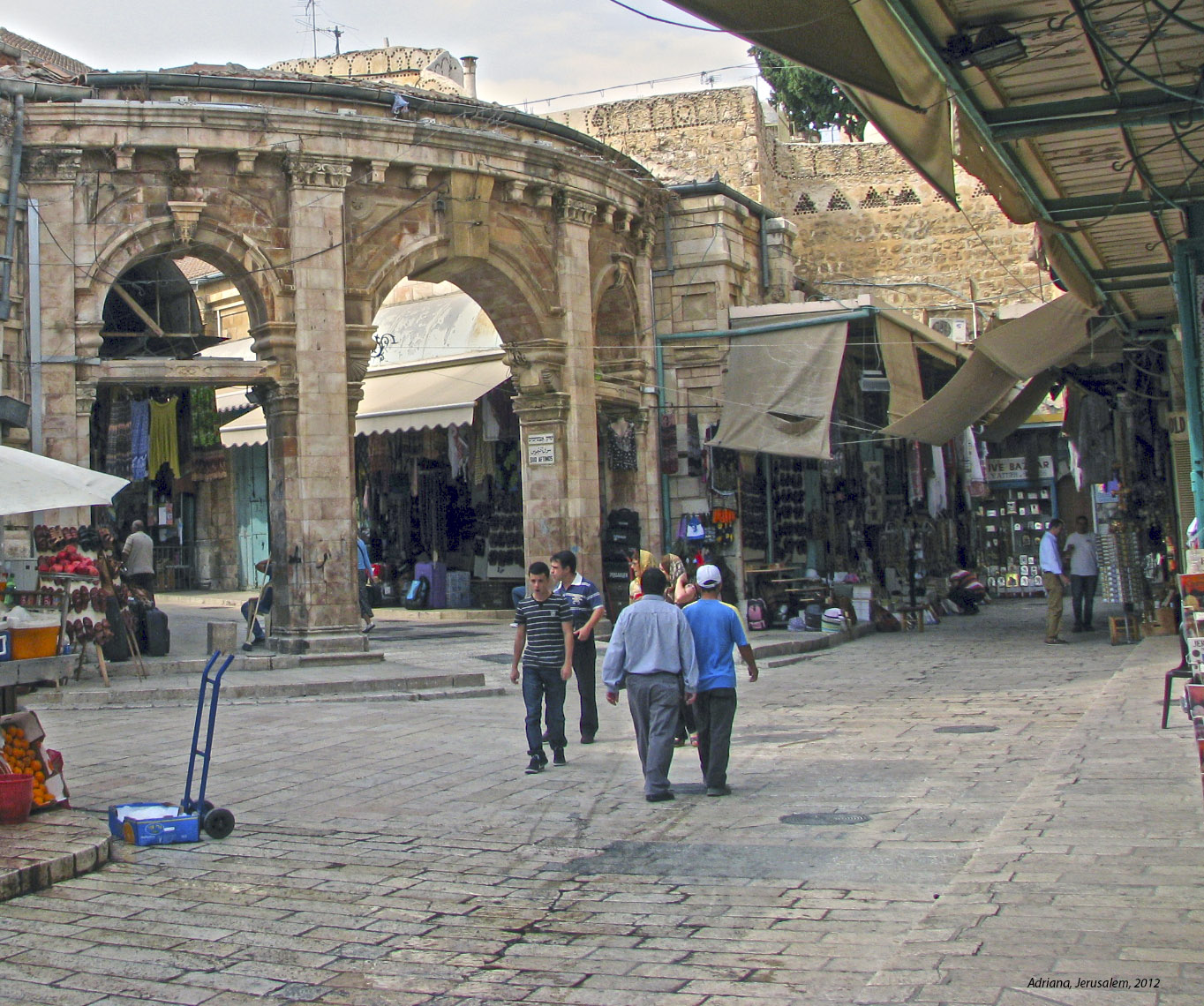
De christelijke wijk, 2012